# 苏凤娟
苏凤娟（1929年11月25日—2020年11月16日），北京人，中国女中音歌唱家，一级演员。独唱曲目录制唱片的有《哈巴涅拉舞曲》、《祝酒歌》、《宝贝》等。

## 生平
1949年肄业于河北省立师范。同年入北京艺术专科学校音乐系，不久后转入天津中央音乐学院声乐系学习。1954年加入中国共产党。1955年本科毕业后留校读研究生，曾师从沈湘、喻宜萱、汤雪耕等先生，并受教于苏联歌唱家梅德维捷夫、库克林娜，主演过《青年近卫军》、《阿依古丽》等歌剧。期间也多次赴东欧、北欧参加音乐比赛和访问演出，1955年8月在波兰第五届世界青年联欢节古典歌曲独唱比赛中获得五等奖。1956年任声乐系助教。1957年调入中央实验歌舞剧院（1979年改称中央歌剧院）任演员，之后也担任声乐教员。1959年随剧院赴苏联演出歌剧《刘胡兰》。
1976年，作曲家施光南将《祝酒歌》给苏凤娟演唱，或许是因为苏凤娟深沉柔媚、醇厚悠远的声音色彩与国人的审美习惯相抵牾的缘故，首唱之后并没有产生应有的反响。而李光羲无意中在同事苏凤娟处见到此歌，很快把它唱红，成为李光羲的保留曲目。
1980年，苏凤娟和张权、李维渤、李光羲等歌唱家加入中国民主促进会。1984年应美国纽约曼哈顿音乐院、旧金山中华艺术基金会邀请，在美国举办中国声乐作品专场，并被旧金山音乐戏剧学院聘为客座教授。1992年受聘为海南大学艺术学院客座教授。1998年移居上海。2020年11月16日在上海天佑医院逝世。